# 마부라호
마부라호(일본어: まぶらほ)는 캠퍼 등을 집필한 일본의 소설가인 츠키지 토시히코가 집필하고 코마츠 에지가 일러스트 삽화를 담당한 소설, 또는 그걸 원작으로 하는 만화. 또는 소설을 원작을 하는 TV 애니메이션. 소설은 대한민국에선 대원씨아이를 통해, 2004년부터 번역 출판되기도 하였다. 애니메이션은 2003년에 일본의 위성TV WOWOW에서 방영되었으며,
애니의 내용은 소설의 2~5권까지의 내용을 각색해 제작되었다고 한다.

## 줄거리
마법이 존재하는 가상 세계의 일본, 주인공 '시키모리 카즈키'는 엘리트 마법사양성학교인 '아오이고등학교'를 다니는 17살의 남학생. 하지만 그는 남들과 달리, 일생 동안 마법을 8번 밖에 쓸 수 없다. 우유부단한 성격에 덜 떨어진 면을 지녔고 성적도 그리 좋지 않고, 여성에게도 인기조차 없었다.
그런 그에게 자신이 카즈키의 아내라며, 미소녀 '미야마 유우나'가 나타나고, 거기에 학교에서 인기있는 미소녀인 '카제츠바키 쿠리코'와 '카미시로 린'도 그에게 접근해 온다. 그녀들이 그에게 접근한 목적은 카즈키가 가진 세계 최고의 마법사를 낳을 수 있는 유전자라는데....

## 등장 인물
(*인물에 대한 설명은 애니 내용과 인터넷에 돌아다니는 정보를 바탕으로 저술됨.)

### 주요 인물
시키모리 카즈키(式森 和樹)
성우 - 사카구치 다이스케, 와타나베 아케노(※'와타나베 아케노' 님은 어린 시절의 카즈키 목소리를 담당해주심.)
본 작품의 주인공으로, 아오이고등학교에 다니는 17살의 남학생. 우유부단하고 공부도 못 하고, 운동도 잘 하지 못 하며 취미도 없다고 한다.
그가 다니는 '아오이고등학교'의 학생들이 평균 수천 회에서 1만 회 이상의 마법을 사용할 수 있는 것에 비해, 그는 평생 단 8번의 마법만 쓸 수 있다. 그가 적은 마법횟수에도 불구하고, 아오이고등학교에 입학할 수 있었던 것은 그의 조상들 중에 유명한 마법사들이 많아 세계 최고의 마법사를 낳을 수 있는 유전자를 가지고 있는 것과 그가 가진 잠재능력 때문이라고 한다. 그런 까닭에 그의 유전자를 둘러싸고 여러 트러블이 발생하고, 유우나, 쿠리코, 린이 신부 후보를 자청하고 나선다.
이후 그는 유우나와 쿠리코, 린, 치하야를 돕는데 자신이 가진 8번의 마법을 다 써, 육체는 먼지가 되버리고(이 이야기의 세계에선 마법을 다 쓰면, 먼지가 되어 사라진다고 함. 즉, 죽음.)자신은 유령이 된다. 그러다 4명의 여주인공들이 나눠 가지고 있던 먼지들이 모여 다시 살아나게 되지만 부작용인지 아닌지 모르겠으나, 다시 살아난 카즈키는 여러 명으로 나누어지게 된다.(소설에서는 다시 부활한 카즈키는 단 1회의 마법으로도 세계를 멸망시킬 수 있는 마력을 가지게 되어 실질적으로 마법 사용 횟수가 제로, 마력이 약간만 방출돼도 지구에는 갖가지 트러블이 일어남)
유우나하곤 과거에 만난 적이 있으며, 그 때 그가 유우나에게 보여준 마법 때문에 그녀와 인연을 맺게 되었다고 한다.(물론, 처음엔 기억을 못 해냈지만 유우나가 가지고 있던 목걸이를 보고 그녀와의 약속을 떠올리게 된다.)
미야마 유우나(宮間 夕菜)
성우 - 나바타메 히토미
본 작품의 첫 번째 여주인공으로, 17살. 어느날 카즈키 앞에 나타나 자신을 카즈키의 아내라 자청한다. 그녀는 가문을 부흥시키려는 가문의 명을 받고 그에게 오지만, 그녀는 가문의 명령보단, 카즈키를 진심으로 좋아하는 마음을 가지고 있으며 카즈키와 어렸을 때 한 약속을 지키려고 그에게 찾아 온다.
우수한 성적, 뛰어난 마법 능력, 실력 있는 가사 능력, 미모를 겸비한 팔방미인이며 서양 계열의 정령마법을 자랑으로 여긴다고 한다. 자신을 카즈키의 아내라 생각하기 때문에 카즈키가 다른 여자랑 같이 있는 것에 강한 질투심을 보여준다.
공식적으로 평생 사용할 수 있는 마력량의 총계는 21만.
카제츠바키 쿠리코(風椿 玖里子)
성우 - 마츠오카 유키
본 작품의 두 번째 여주인공으로, 18살이고 카즈키보다 한 학년 위. 재벌 가문인 '카제츠바기 그룹'의 딸. 신흥 세력에 속하는 가문의 세력 확장을 위한 가문의 명으로, 카즈키에게 접근한다. 처음엔 카즈키에게 유전자만 얻어가려는 마음만 지녔으나, 점차 카즈키의 상냥한 모습에 호감을 품게 되고, 카즈키가 유령이 되어도 그를 되살리려고 노력한다.
경제 관념이 뚜렷하고 권력 지향적인 인물로, 학생회를 뒤에서 조종하는 등 학원의 진정한 실력자이며, 부적을 이용한 술법을 사용한다.
공식적으로 평생 사용할 수 있는 마력량의 총계는 14만 9천
카미시로 린(神城 凜)
성우 - 이노쿠치 유카
본 작품의 세 번째 여주인공으로, 16세이고 카즈키보다 한 학년 아래. 악령 퇴치를 생업으로 하고 있는 마법사의 명가인 '카미시로 가문' 출신. 그녀 역시 가문의 부흥을 위해 본가로부터의 명을 받고 카즈키에게 접근한다. 고지식한 성격 탓에 처음엔 우유부단하고 별 볼일 없는 카즈키를 대놓고 싫어했으나, 이후 그녀 역시 카즈키의 상냥한 마음에 점차 그에게 호감을 품어 가고, 유령이 되어도 그를 살리려고 노력한다.
교복 대신, 항상 무예복을 입고 검을 차고 다닌다. 쿨하고 조금 무뚝뚝한 성격을 가졌으며, 카미시로 가문의 검술과 귀신이나 영을 검에 씌워서 사용하는 검개호법을 사용한다.
카미시로 가문의 종가가 아닌 분가의 말단이지만 가문의 그 누구보다 검술과 마력이 뛰어나 카미시로 가문의 후계자로 지목이 되었으나 본인은 원치 않는다.
공식적으로 평생 사용할 수 있는 마력량의 총계는 17만 6천 3백.
야마세 치하야(山瀬 千早)
성우 - 나카하라 마이
본 작품의 준주인공으로, 17세로 카즈키의 소꿉친구. 어린 시절부터 계속 카즈키가 마법을 못 쓰게 막으면서 그를 옆에서 많이 도와줬다. 카즈키를 진심으로 좋아하고 있으나 전학을 가게 되어서, 전학을 가기 전 카즈키와 추억을 만들고자 그와 연극을 같이 하기도 한다. 이후 중반에서 교토로 수학여행을 온 카즈키와 잠시 재회하고, 마지막 부분엔 휴가차 카즈키를 만나러 온다.
그녀 역시 유우나처럼 카즈키와 어렸을 적에 결혼 약속을 했었다고 한다. 그리고 카즈키를 되살릴 마지막 먼지를 가지고 있다. 하지만 처음엔 기억을 잃을 수 있다는 시노의 말에 처음엔 먼지를 주지 않으려 했으나, 유우나와 쿠리코, 린의 설득에 마음을 돌려 카즈키를 되살린다.
(소설에서는 카즈키의 소꿉친구가 아닌 카즈키를 짝사랑 하는 인물로 나온다. 애니에서처럼 전학을 가지만 모종의 사건으로 다시 아오이 학원에 돌아오게 된다.)

### 학교 선생님
이바 카오리(伊庭 かおり)
성우 - 노다 쥰코
카즈키와 유우나의 담임선생님. 하지만 엄청난 게임광으로, 수업 시간에 책 사이에 휴대용 게임기를 숨겨 게임을 하거나 게임 때문에 밤을 새기도 하고, 게임을 살려고 열을 올리기도 한다. 게다가 문제아 반인 자신의 반이 저지르는 일에 대한 뒷처리를 당사자에게 맡길 정도로 무책임한 면을 지니곤 있으며, 항상 피곤하고 귀찮아 하는 듯 한 모습을 보이곤 한다.
그렇지만 때론 도저히 수습할 수 없는 일을 수습해주며 특히 유우나와 카즈키의 교제 문제에 대해 일정 선을 그어 준다.
본인은 흡혈귀라고 주장하지만 딱히 그런 모습은 보이지 않는다.(소설과 애니에서의 캐릭터 디자인이 가장 많이 차이나는 캐릭터)
아카이 하루아키로부터 애정 공세를 받고 있으나, 본인은 관심이 없는 듯.
아카이 하루아키(紅尉 晴明)
성우 - 츠지타니 코지
아오이고등학교의 보건 선생. 마법 의학은 물론이고, 흑마술과 소환마법에 매우 능통하다고 할 정도로 대단한 실력을 가진 마법사이다. 하지만 성격 자체가 괴짜인데다가 보건실에서 알 수 없는 실험을 한다고 소문도 나 있다고 한다.
마법횟수는 적지만 마법의 능력이 압도적으로 월등한 카즈키에게 강한 흥미를 보이고 있으며, 카즈키 일행들이 벌이는 소동을 재미있게 지켜보곤 한다. 하지만 가끔은 중요한 조언이나 도움을 주기도 한다.
특수한 안경을 착용하고 있으며, 거기엔 특수한 렌즈를 장착해 그에 따라서 다른 마법을 쓸 수 있는 듯
이바 선생님을 좋아하고 있으며, 그녀를 위해 보건실에 침대까지 개조하지만 항상 이바 선생님께 거절을 당한다.
실제 나이를 알 수 없으나 수백년을 살아왔을 것으로 추측, 오랜 시간을 변하지 않는 모습으로 살고 있다. 아카이 시노의 오빠
아카이 시노(紅尉 )
성우 - 타카모리 요시노
하루아키의 동생으로, 유령 수집가. 유령이 된 카즈키를 자신의 수집품으로 삼으려고 하나, 그 때마다 유우나와 쿠리코, 린의 방해로 실패한다. 이후 아오이고등학교에 들어와 하루아키의 조수가 되어 카즈키를 노린다.
카즈키가 인간으로 되돌아갈 방법을 알고 있지만, 그걸 알려주지 않으려 하고 그가 되돌아 가지 못 하게, 유우나와 쿠리코, 린을 수단과 방법을 가리지 않고 방해하곤 한다.
제멋대로에 속을 알 수 없지만 근본적으론 나쁜 사람은 아니며, 카즈키가 인간으로 되돌아가려고 하는 것을 돕는 하루아키에게 과거 이야기를 꺼내는 것으로 보아 과거에 유령을 살린 경력이 있는 듯 하며, 그 때의 아픈 기억을 겪은 듯 하다.
(장난치는 것을 매우 좋아해 소설에서는 카즈키 일행에게 엄청난 민폐를 끼치는 존재로 인식되고 있으나 은근히 많은 도움을 주고 있다.)

### 2-B반 학생들
나카마루 유키히코(仲丸 由紀彦)
성우 - 나이토 료
2-B반에서 카즈키와 가장 많이 대화를 나누는 클래스메이트이자 B반의 리더격인 인물. 문제아 반이라는 불리는 B반 중에서도 가장 문제시 되고 있는 학생으로 자신의 욕망과 이익을 위해 마법을 쓰거나 다른 사람을 선동하고 도박판이나 흉계를 꾸미곤 한다.
온갖 음모와 권모술수를 꾸미는데는 천재적이지만 항상 마지막에 허탕치는 인물
주위에 여자들로 가득한 카즈키를 질투하고 특히, 유우나를 마음에 두고 있다고 한다.
마츠다 카즈미(松田 和美)
성우 - 아사노 마스미
2-B반 소속 여학생으로, 사악한(?) 면을 지닌 소녀. 처음엔 카즈키의 유전자를 노리려는 반 여학생들 중 한 명이었으나, 후반부에선 그런 일을 그만 두고, 친구를 협박한다던가 돈을 벌기 위해 말도 안되는 행위들을 벌이곤 한다.
(소설에서는 나카마루를 짝사랑하는 여성스러운 면을 보여준다.)
야마구치 타카시(山口 隆史)
성우 - 야마구치 타카유키
2-B반 소속 남학생. 바가지 머리에 뚱뚱한 몸을 가진 소년. 돈을 밝히는 속물적인 면을 지님.
우와키 마츠히로(浮氣 光洋)
성우 - 카와다 신지
2-B반 소속 남학생. 안경을 쓰고 있고 머리가 좋은 것처럼 보이는 소년. 하지만 그 역시 카즈키를 질투하는 남학생 무리들 중 한 명.
나루오 라이카(鳴尾 来花)
성우 - 시타야 노리코
2-B반 소속 여학생, 신문부 소속으로 항상 카메라를 휴대하고 다님. 온갖 가십거리를 악의적으로 배포하는데 일가견이 있다.

### 그 외
히로사키 카레(尋崎 華怜)
성우 - 시노하라 에미
카즈키가 있는 사이운기숙사의 관리인(차후 카즈키의 마법으로 남녀기숙사가 융합이 되면서 그녀가 기숙사의 총 관리인이 된 듯). 항상 장례 예복을 입고 있다. 모종의 이유로 카즈키를 옆에서 지켜 보고 있다. 유우나가 카즈키의 방에 들어갈 수 있었던 것도 아마 그녀의 도움이 있었다.
여러 모로 카즈키를 도와주며 항상 카즈키가 나갈 때마다 '잘 다녀오세요'라는 말을 하고 한다.(그 때마다 카레씨는 현관 앞에서 비질을 하고 있다.)
하루아키와 시노하곤 과거부터 알던 사이이며, 상당한 마력의 소유자라 한다.
(애니에서만 등장하는 캐릭터이며 소설에서는 일절 등장하지 않는다.)
엘리자베트(エリザベート)
성우 - 코야마 키미코
카제츠바키 부동산 때문에 자신이 살고 있던 집에서 쫓겨나 시키모리의 방에 잠시 머물던 유령소녀. 그녀는 과거에 신성로마제국에서 상당히 세력이 있던 귀족의 따님이었다고 한다. 그러나 전쟁의 패배로 가문이 몰락한 후, 이리저리 흘러 일본으로 왔다고 한다.
귀족 출신이어서 그런지 조금 건방진 면이 없잖아 있다. 쿠리코의 모습이 자신의 어머니와 닮았다는 이유로 새어머니처럼 여기며 그녀에게 들러붙어 떨어지지 않는다. 등장 위치는 쿠리코의 가슴쪽.
오랜 세월을 살아온 유령이라 그런지 마력이 상당하다고 한다.